# Punata (stad)
Punata is de hoofdstad van de provincie Punata in het departement Cochabamba in Bolivia.

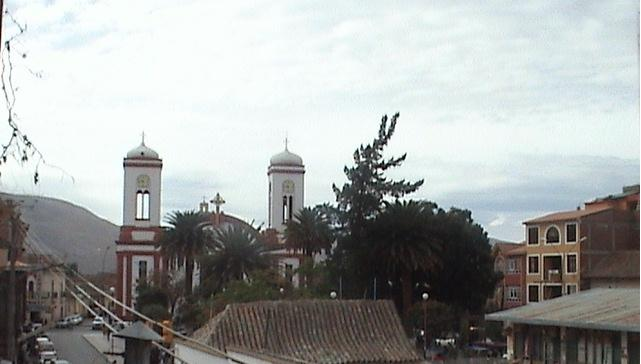
San Juan Bautista kerk, Punata